# Usinitsa
Usinitsa – wieś w Estonii, w prowincji Põlva, w gminie Mikitamäe.